# جيم كريبس
جيم كريبس (بالإنجليزية: Jim Krebs)‏ مواليد 08 سبتمبر 1935 في ويبستر غروفز - الوفاة 06 مايو 1965، كان لاعب كرة سلة أمريكي. بدأ مسيرته الاحترافية في سنة 1957. تم اختياره من قبل فريق لوس أنجلوس ليكرز خلال الدرافت. حمل الرقم 32. بلغ طوله 6 قدم 8 بوصة (2.0 م). اعتزل اللعب في 1964.

## روابط خارجية
- جيم كريبس على موقع إن بي أي (الإنجليزية)
- جيم كريبس على موقع سبورتس رفرنس (الإنجليزية)
- جيم كريبس على موقع كلية كرة السلة في سبورتس رفرنس.كوم (الإنجليزية)
- جيم كريبس على موقع ريلجم (الإنجليزية)
- جيم كريبس على موقع بروبوليرز (الإنجليزية)